# Marit Fiane Grødum
Marit Fiane Grødum (Vestby, 11 de dezembro de 1980) é uma futebolista norueguesa que atua como defensora.

## Carreira
Marit Fiane Grødum integrou o elenco da Seleção Norueguesa de Futebol Feminino, nas Olimpíadas de 2008. 